# Squalius castellanus
Squalius castellanus är en fiskart som beskrevs av Doadrio, Perea och Jose Alvarez Alonso 2007. Squalius castellanus ingår i släktet Squalius och familjen karpfiskar. IUCN kategoriserar arten globalt som starkt hotad. Inga underarter finns listade i Catalogue of Life.